# Andriskos
Andriskos var en man av enkel härkomst som 151 f.Kr. utgav sig för att vara son till Perseus av Makedonien.

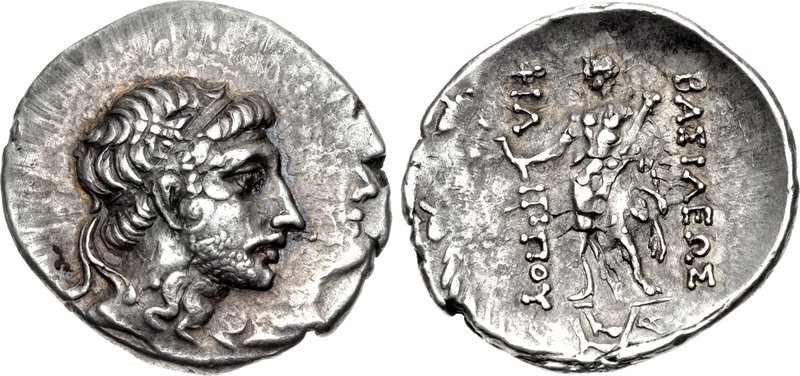
Mynt med Andriskos.

Andriskos ledde ett uppror mot romarna, besegrade en romersk armé och lät sig utropas till kung, men besegrades därefter själv 148 f.Kr. Som en följd av upproret förvandlades Makedonien till en romersk provins.